# Soera Jozef
Soera Jozef is een soera van de Koran.
De soera is vernoemd naar de profeet Yusuf, die in aya 4 voor het eerst wordt genoemd. De gehele soera handelt over hem. Het verhaal vertoont opvallende overeenkomsten met dat in Genesis 37-47, maar er zijn ook veel verschillen. De laatste ayat trekken een lering uit het verhaal van Yusuf.

## Bijzonderheden
Ayat 1, 2, 3 en 7 zouden zijn geopenbaard in Medina.

Het verhaal van Yusuf werd ook gebruikt als inspiratie voor dichters (Hafez) en miniaturisten.
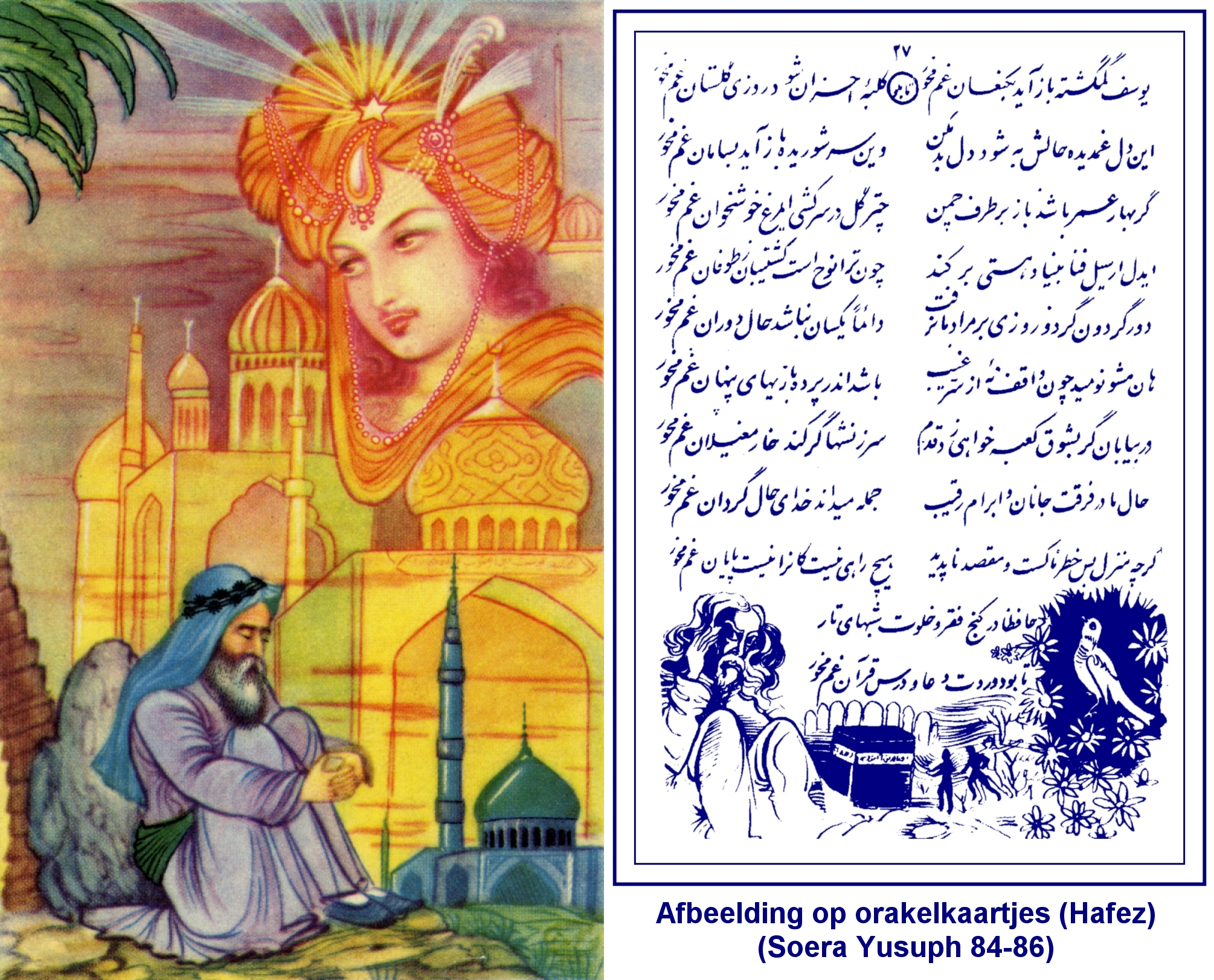
Orakelkaartje Soera Yusuph 84-86
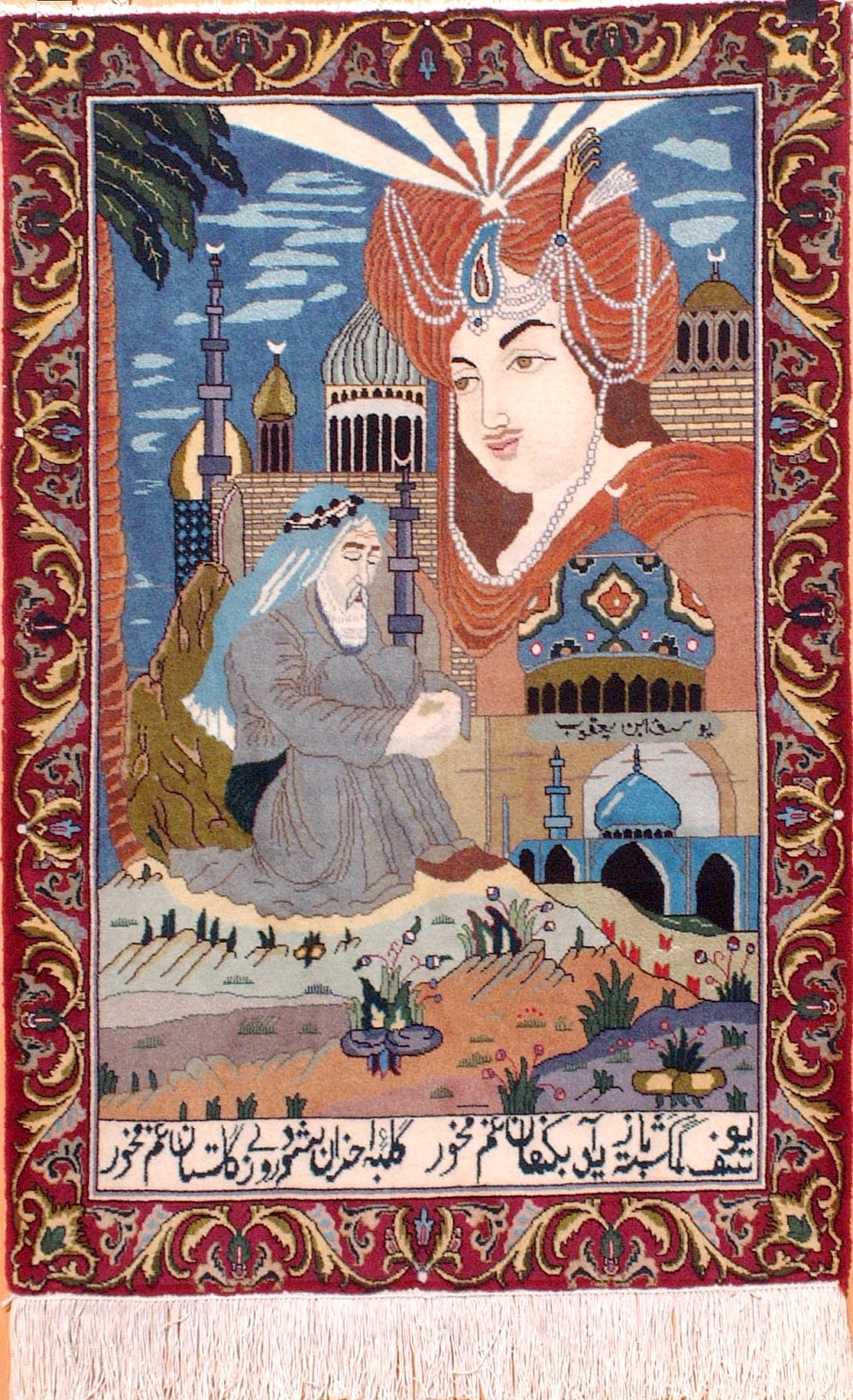
idem op Tabriz tapijt

## Inhoud
Yusuf (Jozef) vertelt tegen zijn vader dat hij heeft gedroomd van elf sterren, de zon en de maan die voor hem bogen. Zijn vader waarschuwt Yusuf dat hij dit niet aan zijn broers moet vertellen omdat ze dan een complot tegen hem zullen smeden. Hij zegt ook dat Allah hem dromen zal leren interpreteren. De broers van Yusuf keren zich tegen hem omdat ze vinden dat hij en zijn broer (Benjamin) meer geliefd zijn bij hun vader. Ze willen hem doden zodat hun vaders aandacht voortaan alleen nog naar hen zal uitgaan. Een van de broers is het hier niet meer eens. Hij stelt voor Yusuf in een put te gooien zodat hij door reizigers zal worden meegenomen. De broers zeggen tegen hun vader dat ze op Yusuf zullen passen terwijl hij aan het spelen is. Ze grijpen Yusuf echter en gooien hem in een put. Ze zeggen tegen hun vader dat Yusuf door een wolf is verslonden en tonen hem Yusufs hemd met nepbloed om hun list kracht bij te zetten. Yusuf wordt inderdaad aangetroffen door reizigers die hem vervolgens verkopen aan een Egyptenaar. Yusuf groeit op in Egypte en neemt toe in wijsheid en kennis. 
Op een dag probeert de vrouw in het huis waar hij woont hem te verleiden. Terwijl Yusuf probeert te ontsnappen scheurt de vrouw een stuk van zijn hemd af. Dan blijkt de man des huizes bij de deur te staan. Een getuige van de familie van de vrouw redeneert dat als het hemd van voren is gescheurd, de vrouw de waarheid heeft gesproken en als het hemd van achteren is gescheurd ze heeft gelogen. De man des huizes ziet dat het hemd van achteren is gescheurd. Hiermee is Yusufs onschuld bewezen. Later wordt hij toch gevangengenomen omdat de vrouwen zo gek worden van zijn schoonheid dat ze zichzelf snijden. In de gevangenis vertellen twee medegevangenen hem wat ze gedroomd hebben. De een heeft gedroomd dat hij wijn aan het persen was; de ander vertelt dat hij een mand met brood op zijn hoofd had waaruit vogels aten. Volgens Yusuf is de betekenis van de droom van de een dat hij wijn zal schenken voor zijn baas. De betekenis van de droom van de ander is dat hij gekruisigd zal worden en vogels van zijn hoofd zullen eten. Yusuf verblijft jaren in de gevangenis.
Op een dag vertelt de koning dat hij gedroomd heeft over zeven vette en zeven magere koeien, en over zeven groene en zeven droge aren graan. Niemand kan deze droom uitleggen. De man van wie Yusuf de droom heeft uitgelegd herinnert zich dat Yusuf nog in de gevangenis zit en dromen kan uitleggen. Yusuf legt uit wat de droom betekent: zeven achtereenvolgende jaren zal er geplant worden maar zal de oogst in de aren worden gelaten. Daarna komen zeven moeilijke jaren waarin alles opgegeten zal worden behalve dat wat in de aren is gebleven. Dit zal als zaden worden gebruikt. Daarna komt een jaar waarin er regen in overvloed zal zijn en de mensen olie en wijn zullen persen. De koning vraagt naar de aanleiding van Yusufs gevangenneming en komt erachter dat hij onschuldig is. Yusuf wordt uit de gevangenis gelaten en komt bij de koning in dienst. Hij wordt verantwoordelijk voor de opslagruimtes in het land.
Yusufs broers komen bij Yusuf in Egypte. Yusuf herkent hen maar zij hem niet. Yusuf vraagt ze hem hun broer van vaderskant (Benjamin) te brengen in ruil voor graan. Yusuf beveelt zijn dienaren hun geld terug te leggen in hun zakken zodat ze hopelijk zullen terugkeren. De broers zweren bij hun vader dat ze Benjamin heelhuids zullen terugbrengen. Als de broers weer in Egypte zijn, fluistert Yusuf Benjamin in dat hij zijn broer is. Yusuf stopt stiekem de koninklijke drinkbeker in de zakken van de broers. De Egyptenaren beschuldigen de broers van diefstal. De broers smeken om genade. Ze gaan terug naar hun land, maar Benjamin wordt vastgehouden in Egypte.
Als de broers terugkomen in Egypte vraagt Yusuf hun of ze zich herinneren wat ze met Yusuf hebben gedaan. De broers realiseren zich dat ze met Yusuf praten. Yusuf stuurt de broers terug naar hun vader met zijn hemd. Als ze het hemd op het gezicht van hun vader leggen zal zijn zicht hersteld worden. Yusufs broers en zijn ouders komen naar Yusuf in Egypte. Aldaar vallen ze voor hem neer. Dit is een vervulling van de droom van het begin van het verhaal.